# Brzozowa Wólka
Brzozowa Wólka [pronunciación en polaco: /bʐɔˈzɔva ˈvulka/] es un pueblo en el distrito administrativo de Gmina Grajewo, dentro del Distrito de Grajewo, Voivodato de Podlaquia, en el noreste de Polonia. Se encuentra aproximadamente 14 kilómetros al sudeste de Grajewo y 63 kilómetros al noroeste de la capital regional, Białystok.